# Kreis Grobin

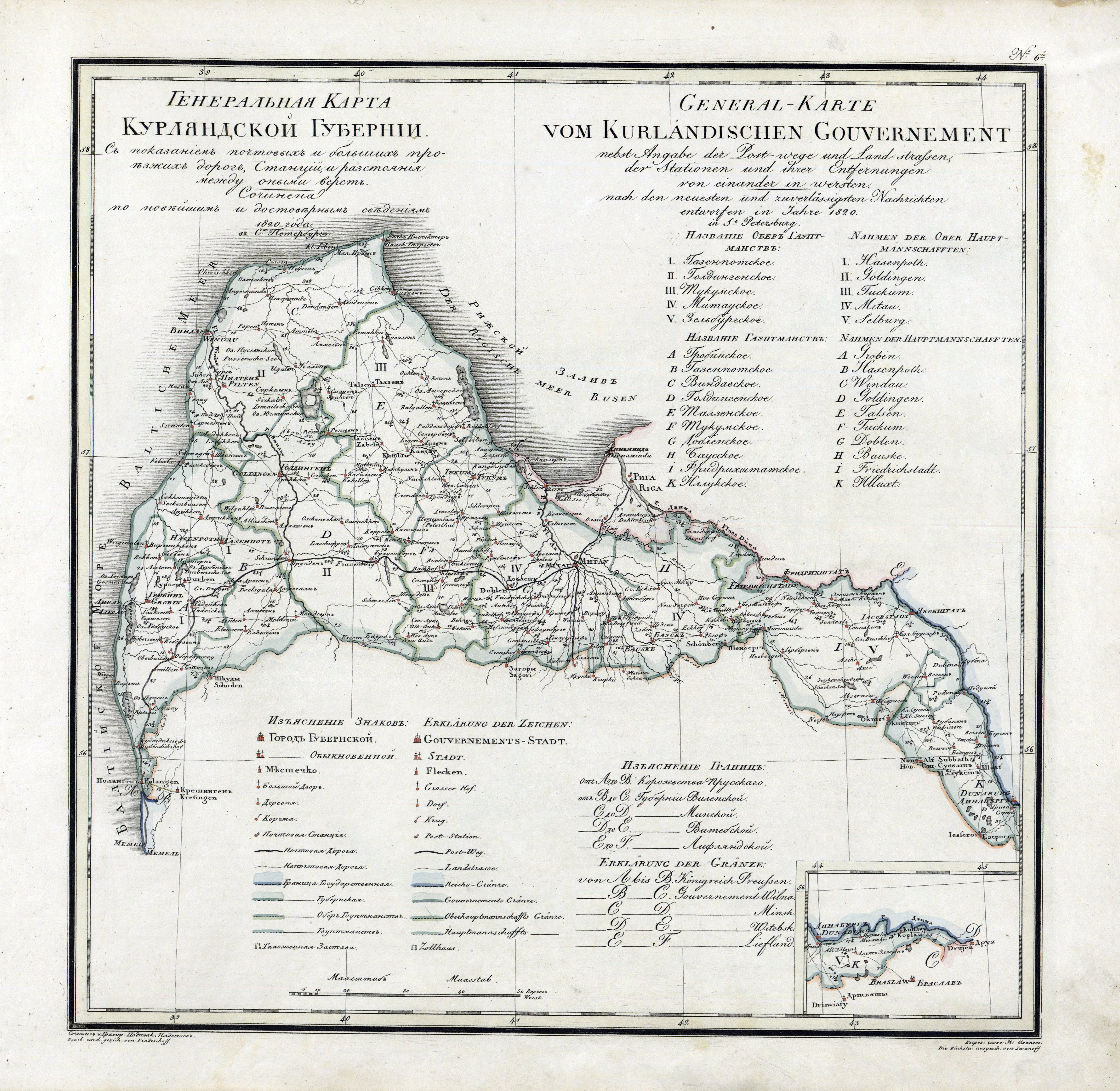
Karte des Gouvernements in den Grenzen von 1820

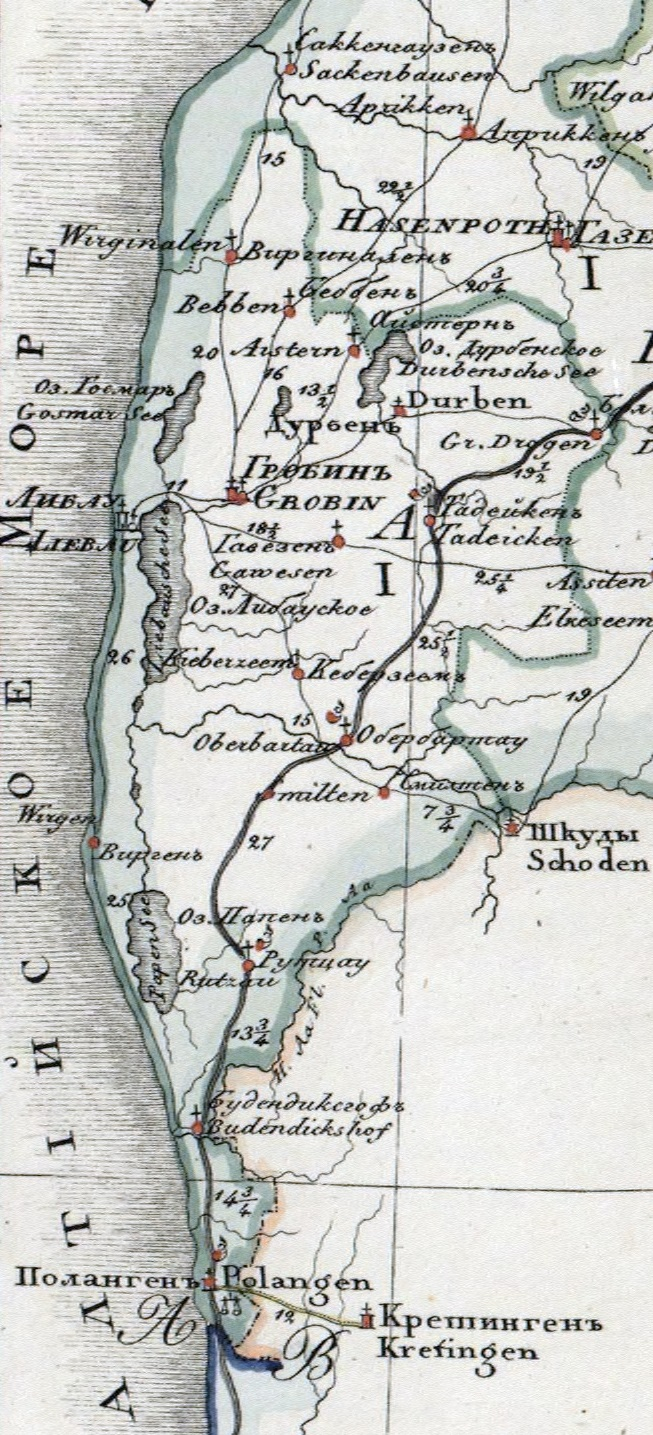
Karte des Kreises in den Grenzen von 1820

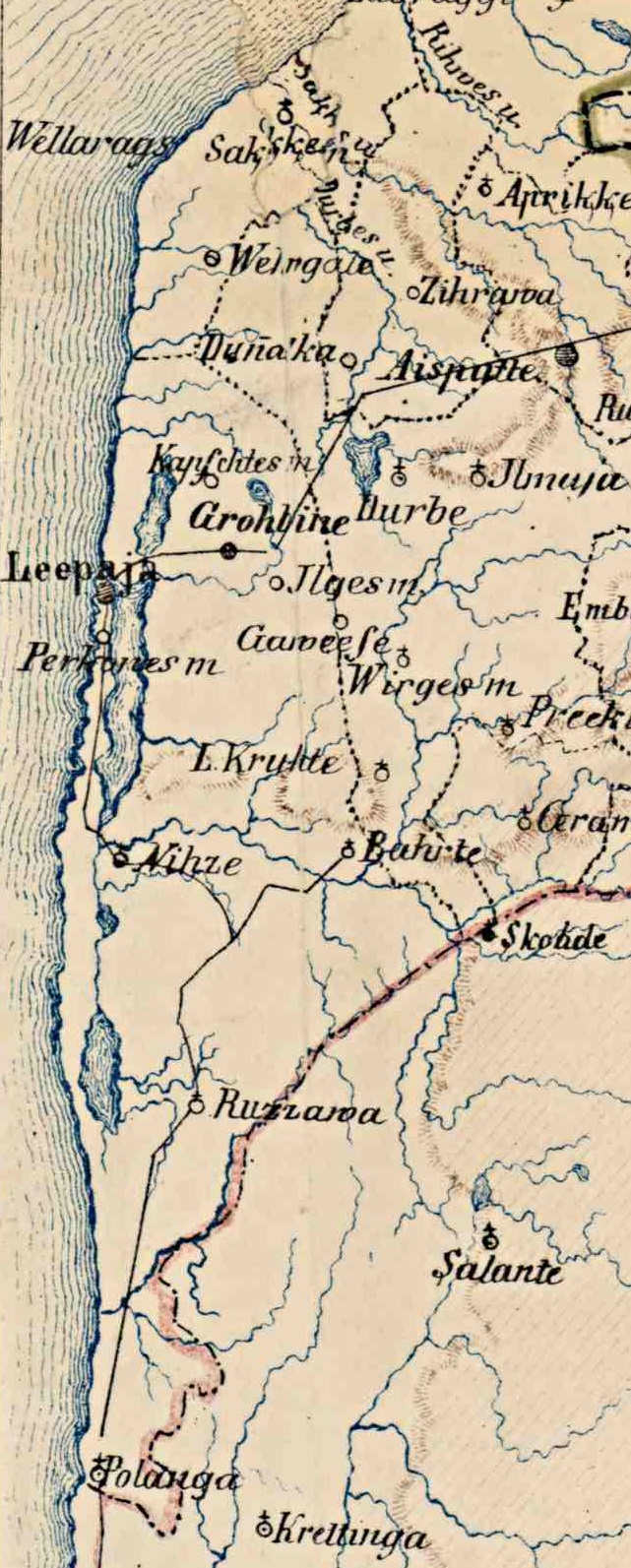
1859

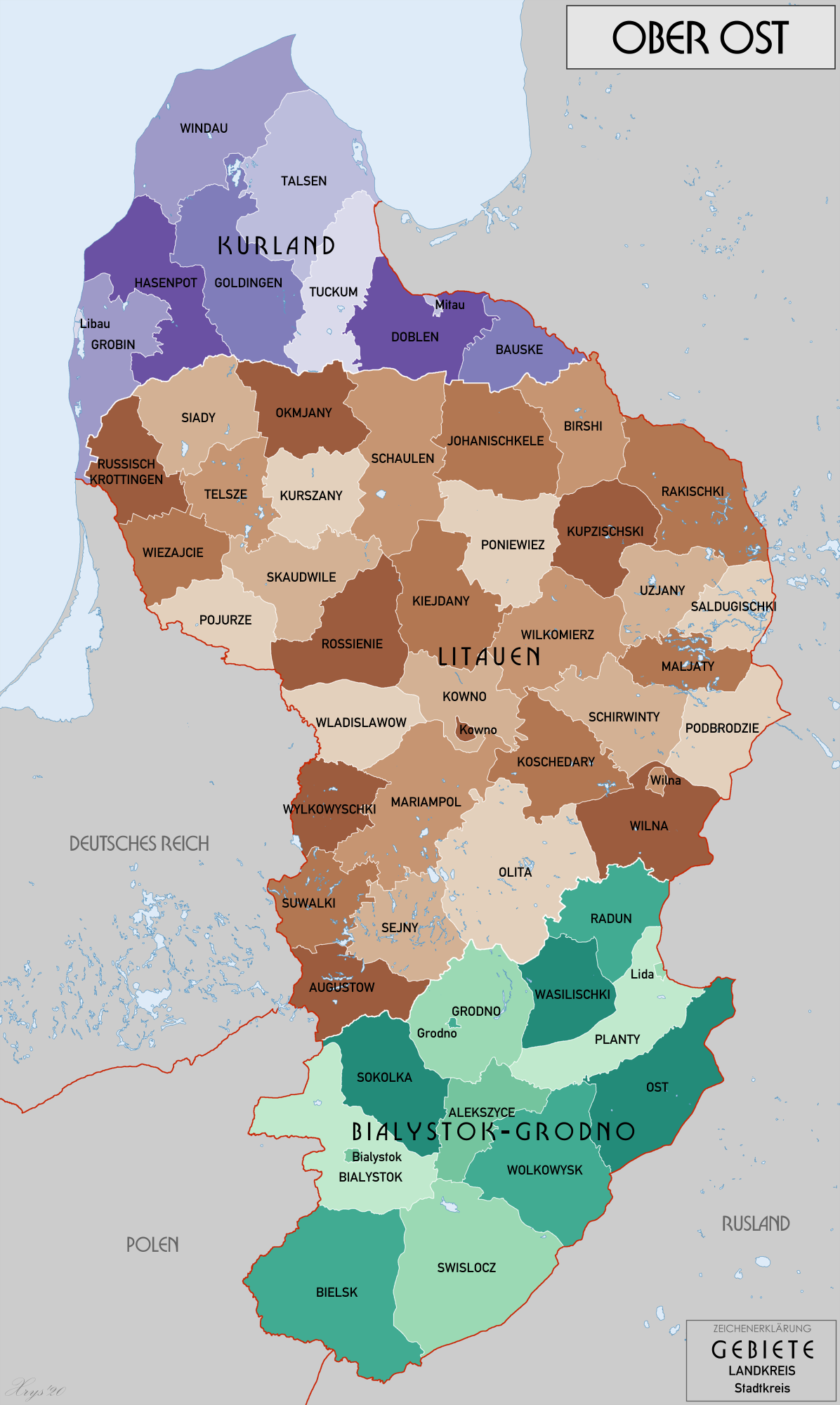

Kreis Grobin (russisch Гробинский уезд, lettisch Grobiņas apriņķis) war eine Verwaltungseinheit im 1795 eingerichteten Gouvernement Kurland, Russisches Kaiserreich. Hauptort war Grobin. Während der deutschen Besetzung im Ersten Weltkrieg bestand er als Kreis unter der Verwaltung von Ober Ost fort.

## Grenzen
Im Westen grenzte er an die Ostsee, im Norden und Nordosten an den Kreis Hasenpoth, im Osten an das Gouvernement Wilna.
Im Süden bei Polangen änderte sich die Grenze mehrfach. 1819 wurde die Wolost Polangen durch ein Dekret des Zaren Alexander I. an das Gouvernement Kurland übergeben. Dadurch grenzte das Gouvernement direkt an den nördlichsten Punkt der Provinz Ostpreußen bei Nimmersatt. Laut Paul Anton Fedor Konstantin Possart in "Das Kaiserthum Russland" gelangte das Gebiet um Polangen 1827 wieder an das Gouvernement Wilna.

## Untergliederung
1912 gab es 13 Gemeinden und 3 Städte:
3 Städte
- Durbe (Durben)
- Grobiņa (Grobin)
- Liepāja (Libau)

13 pagasts:
| Lettisch        | Deutsch            | > Kyrillisch/Russisch |
| --------------- | ------------------ | --------------------- |
| Asīte           | Assiten            | Асситен               |
| Bārtas          | Oberbartau         | Обербартау            |
| Durbes          | Durben             | Дурбен                |
| Gaviezes        | Gawesen            | Гавезен               |
| Grobiņas        | Grobin             | Гробин                |
| Medzes-Vērgales | Medsen-Virginahlen | Медзен-Вирцниленская  |
| Nīcas           | Niederbartau       | Нидербартау           |
| Pērkones        | Perkuhnen          | Перкунен              |
| Priekules       | Preekuln           | Прекульн              |
| Rucavas         | Rutzau             | Рутцау                |
| Tadaiķu         | Tadaiken           | Тадайкен              |
| Talsu           | Talsen             | Тальзен               |
| Vecpils         | Altenburg          | Альтенбург            |

## Demographie
Die Volkszählung im Russischen Reich 1897 ergab für den Kreis Grobin eine Bevölkerung von 110,878. Davon 1490 in Grobin, 64489 in Libau, 1400 in Polangen.
Muttersprache:
- 58,5 % lettisch
- 15,3 % deutsch
- 6,9 % russisch
- 6,5 % jiddisch
- 5,8 % polnisch
- 5,5 % litauisch
- 0,3 % belorussisch
- 0,2 % Dänisch/Norwegisch
- 0,2 % ukrainisch[5]